# Otimismo
Otimismo é a disposição para encarar as coisas pelo seu lado positivo e esperar sempre por um desfecho favorável, mesmo em situações muito difíceis. É o oposto de pessimismo.
Ou podemos utilizar outra definição como: Otimismo é uma disposição mental e atitude positiva caracterizada pela tendência a esperar o melhor desfecho possível em qualquer situação. Envolve a crença na bondade inerente das pessoas, no progresso geral da sociedade e na capacidade de superar desafios. É uma postura que valoriza o lado favorável das circunstâncias, mantendo confiança na capacidade de alcançar sucesso e enfrentar dificuldades com determinação
A oposição entre otimismo e pessimismo é seguidamente evocada pelo "dilema do copo": se ele é preenchido com água até a metade de sua capacidade, espera-se que um otimista diga que ele está "meio cheio" e que um pessimista reconheça um copo "meio vazio".

## Filosofia
Em filosofia, otimismo é uma orientação característica do pensamento de Leibniz, que pode ser resumida na afirmação de que, sendo o universo criado por Deus, nele se torna possível conciliar o máximo de bem e o mínimo de mal, o que faz dele "o melhor dos mundos possíveis".
Esta posição, exposta no século XVII, foi particularmente combatida por Voltaire no século XVIII, especialmente em sua obra satírica "Cândido, ou O Otimismo", em cuja parte inicial, Cândido, o protagonista vive em um paraíso edênico, sendo doutrinado com otimismo leibniziano por seu mentor, o professor Pangloss.
Já no início do século XIX, o filósofo anarquista inglês William Godwin foi ainda mais longe que Leibnitz em seu otimismo, ao supor que a sociedade humana tenderia a alcançar um estado em que a razão viria a substituir todo o uso da força e da violência, a mente controlaria a matéria e a inteligência descobriria o segredo da imortalidade.

## Psicologia
Uma posição pessoal otimista é fortemente vinculada à autoestima, ao bem-estar psicológico e à saúde física e mental. Há estudos que relacionam também o otimismo com o funcionamento do sistema imunológico e a resistência ao stress. No entanto, estas cognições positivas também podem ter um lado negativo. O otimismo irrealista, assim como a autoconfiança excessiva, pode aumentar o comportamento violento e a expressão de raiva em homens jovens.
Mais recentemente, há uma tendência a associar otimismo e "pensamento positivo", baseada na vulgarização da ideia de que a vontade (muitas vezes combinada com a fé) pode superar qualquer dificuldade, o que está na origem de muitas religiões e de quase toda a literatura de autoajuda.
Estudos acadêmicos sugerem que, apesar de otimismo e pessimismo serem tradicionalmente vistos como opostos, em termos psicológicos eles podem não funcionar dessa maneira. Ter muito otimismo não significa ter pouco pessimismo, e vice-versa. Em muitas ocasiões, ambos seriam igualmente necessários.
Quando o filósofo político italiano Antonio Gramsci escreveu, na prisão, que o "pessimismo da inteligência" não deveria abalar o "otimismo da vontade", estava citando o escritor francês Romain Rolland.